# 기지마 데쓰야
기지마 데쓰야(일본어: 木島 徹也, 1983년 8월 20일 ~ )는 일본의 축구 선수이다.

## 구단 경력
그는 2012년부터 2019년까지 J리그의 마쓰모토 야마가 FC, FC 마치다 젤비아, 카마타마레 사누키에서 활동하였다.